# 尼科·內德哈特
尼科·內德哈特（德語：Nico Neidhart；1994年9月27日—）是一位德國足球運動員，在場上的位置是攻擊型中場。他現在效力於德國球隊沙爾克04二隊。